# Stoßtrupp-Hitler

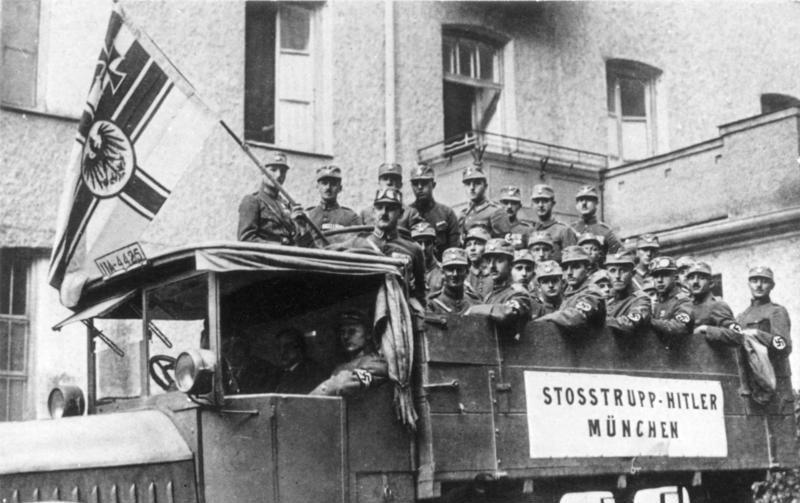
Los hombres de Stoßtrupp se embarcan para un mitin en septiembre de 1923.

Las Tropas de Choque de Hitler (en alemán: Stoßtrupp-Hitler) fue una pequeña unidad de guardaespaldas de corta duración creada específicamente para Adolf Hitler en 1923. Entre los miembros notables se encontraban Rudolf Hess, Julius Schreck, Joseph Berchtold, Emil Maurice, Erhard Heiden, Ulrich Graf y Bruno Gesche.

## Formación
En los primeros días del Partido Nazi, el liderazgo se dio cuenta de que se necesitaba una unidad de guardaespaldas compuesta por hombres fervientes y fiables. Ernst Röhm creó una formación de guardias a partir de la 19.ªGranatwerfer-Kompanie; a partir de las Sturmabteilung (SA) que pronto evolucionó. A principios de 1923, Hitler ordenó que se formara una pequeña unidad separada de guardaespaldas. Se dedicó a su servicio en lugar de "una masa sospechosa" del partido, como la SA. Originalmente, la unidad estaba compuesta por solo ocho hombres, comandados por Julius Schreck y Joseph Berchtold. Fue designado a la Stabswache (Personal de Guardia). La Stabswache emitieron insignias únicas, pero en este punto la Stabswache todavía estaba bajo el control general de las SA. Schreck resucitó el uso del Totenkopf (es decir, el cráneo) como la insignia de la unidad, un símbolo que varias fuerzas de élite habían usado en todo el reino prusiano y el posterior Imperio Alemán.
En mayo de 1923, la unidad pasó a llamarse Stoßtrupp-Hitler. La unidad no contaba con más de 20 miembros en ese momento. Todos fueron considerados leales a Hitler. Según el Léxico Histórico de Baviera, la unidad tenía más de 100 miembros. El 9 de noviembre de 1923, el Stoßtrupp, junto con las SA y varias otras unidades paramilitares nazis, participaron en el abortivo Putsch de Múnich. Como consecuencia, Hitler fue encarcelado y su partido y todas las formaciones asociadas, incluido la Stoßtrupp, se disolvieron.

## Miembros notables
- Rudolf Hess
- Julius Schreck
- Joseph Berchtold
- Emil Maurice
- Erhard Heiden
- Ulrich Graf
- Bruno Gesche
- Christian Weber
- Karl Fiehler
- Walter Buch
- Hermann Fobke
- Karl Laforce
- Wilhelm Laforce
- Josef Gerum
- Hans Kallenbach
- Philipp Kitzinger
- Alois Rosenwink